# Louis le Barbu
Louis le Barbu (en allemand : Ludwig der Bärtige) ou Louis à la Barbe (Ludwig mit dem Bart ; en latin : Ludovicus cum barba), né à une date inconnue et mort probablement en octobre 1056 ou le 13 juin 1080, est l'ancêtre de la dynastie des Ludowinges dont sont issus les landgraves de Thuringe médiévaux.

## Origine
Les Ludowinges sont originaires de la région du Main autour de Lohr et d'Aschaffenbourg en Franconie et ils étaient en étroite relation avec les archevêques de Mayence, seigneurs temporels de la cité d'Erfurt depuis le Xe siècle. Durant le Moyen Âge central, jusqu'à la mort du landgrave Henri le Raspon en 1247, ils règnent sur une partie importante de la Thuringe et de la Hesse historique.
L'origine de Louis le Barbu et de son frère Hugues demeure inconnue. Il semble qu'ils appartenaient à une lignée implantée dans la région de l'abbaye bénédictine de Schönrain sur le Main (aujourd'hui sur le territoire communal de Gemünden) qui sera richement dotée par les fils de Louis pendant la querelle des Investitures au XIe siècle. Les hypothèses anciennes qui en faisaient un descendant de la dynastie franconienne voire des Carolingiens, un proche des comtes de Rieneck, où celle de l'historien Armin Wolf qui le rattachait au comte Louis de Montbéliard sont toutes controversées.

## Biographie

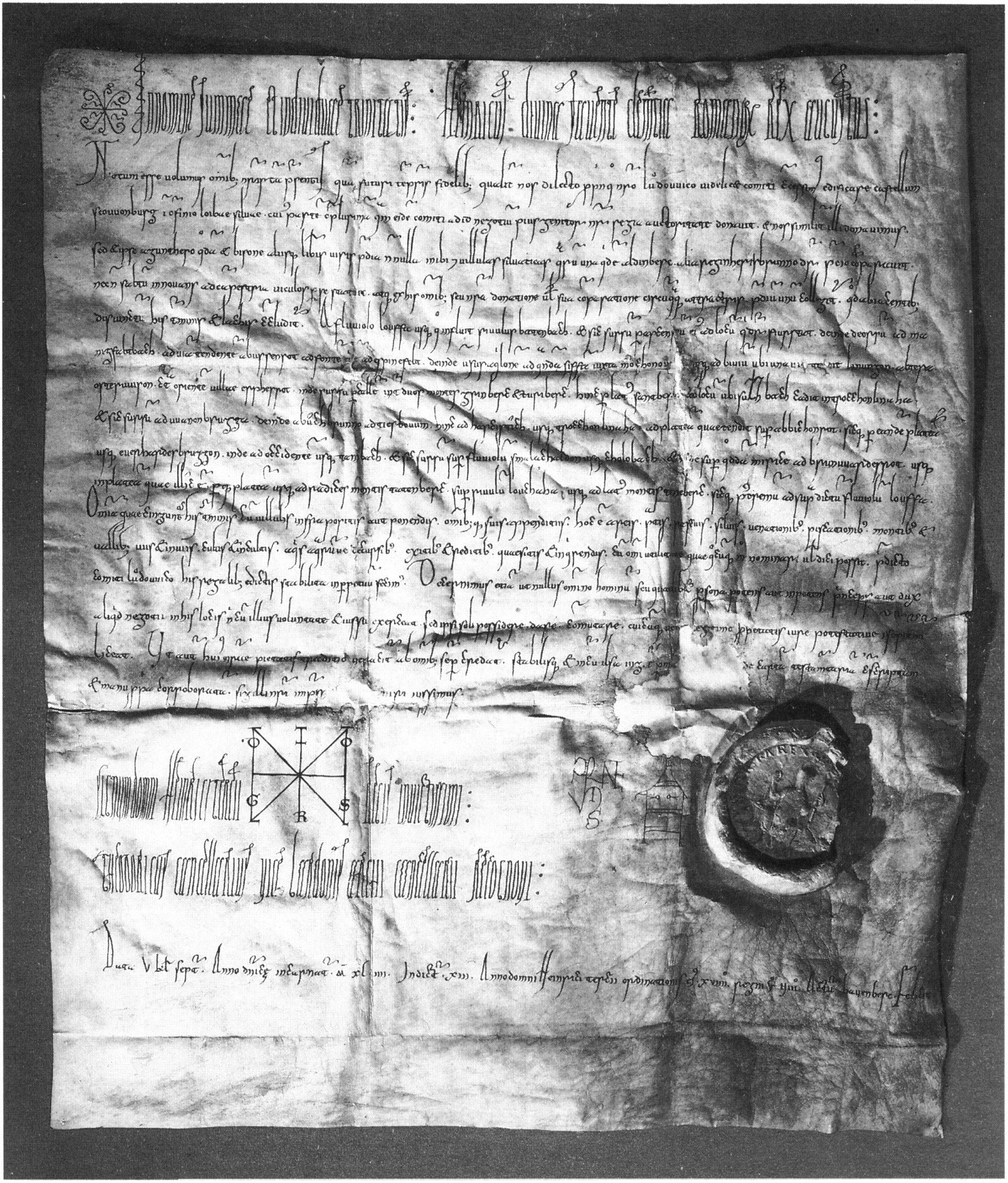
L'acte du roi Henri III attestant les droits de Louis en Thuringe.

Louis arrive en Thuringe vers 1034 et s'implante au pied nord de la forêt de Thuringe, autour du château désormais presque entièrement délabré de Schauenbourg près de Friedrichroda, d'où il contrôle la route menant de Gotha sur les montagnes à Schmalkalden au sud-ouest. Il créa tout un ensemble des forts et villages dans la région parmi lesquels figurait également la ville de Friedrichroda. Ses droits ont été confirmés par un acte du roi Henri III délivré le 28 août 1044 à Bamberg. Depuis sa résidence, Louis augmenta ses biens le long de la rivière Hörsel vers la région d'Eisenach au nord-ouest.
Le 27 avril 1039 il avait reçu pour ses fiefs le titre comtal (Graf). Louis avait en effet épousé en ce temps-là Cécile, comtesse en Thuringe et l'héritière entre autres des domaines de Sangerhausen. Elle provient peut-être de la famille noble des Goseck, comtes palatins de Saxe, la sœur de Bruno, évêque de Minden, et d'un certain chanoine Hamezo, nommé évêque d'Halberstadt par l'empereur Henri IV en 1085 ; mais elle est également réputée être une petite-fille de l'impératrice Gisèle de Souabe, l'épouse de Conrad II. Elle lui apporte 7 000 « sabots de terre » en cadeau de mariage. 
Selon la douteuse Cronica Reinhardsbrunnensis, rédigée au monastère de Reinhardsbrunn (Friedrichroda) dans la seconde moitié du XIIe siècle, Louis mourut en 1056 à Mayence où il participe au service funèbre pour l'empereur Henri III. Il est inhumé dans l'église de l'abbaye Saint-Alban devant Mayence.

## Descendance
Les enfants de Louis le Barbu et Cécile seraient d'après la Cronica Reinhardsbrunnensis :
- Louis le Sauteur (1042-1123), comte en Thuringe ;
- Bérenger (1056/1057-v.1110), comte de Sangerhausen ;
- Hildegarde, épousa Poppo Ier, comte d'Henneberg, tué le 7 août 1078 à la bataille de Mellrichstadt à côté d'Henri IV combattant les forces de l'anti-roi Rodolphe de Rheinfelden, puis en secondes noces Thimo II de Nordeck ;
- Uta épouse de Dietrich comte de Lindenbach ;
- Adelheid épouse Louis Ier, comte de Wippra ;
- Dietrich von Lora.